# Abluka
Abluka è un film del 2015 diretto da Emin Alper.
Ha vinto il Premio speciale della giuria alla 72ª Mostra internazionale d'arte cinematografica di Venezia.